# فوجیو میتارای
فوجیو میتارای (به ژاپنی: 御手洗 冨士夫) (زاده ۲۳ سپتامبر ۱۹۳۵) کارآفرین، بازرگان و مدیر ارشد اجرایی ژاپنی است، که اکنون به‌عنوان مدیر عامل اجرایی و رییس هیئت مدیره شرکت کانن فعالیت می‌کند.